# Město Ember (film)
Město Ember (v anglickém originále City of Ember) je americký dobrodružný sci-fi film z roku 2008 natočený podle stejnojmenného románu Jeanne DuPrauové z roku 2003. Film režíroval jako svůj hraný celovečerní debut Gil Kenan.
Film produkovaly společnosti Playtone a Walden Media Toma Hankse a Garyho Goetzmana, byl uveden do kin 10. října 2008 společností 20th Century Fox v rámci společného projektu Fox-Walden.

## Příběh
Když se blíží blíže nespecifikovaná globální katastrofa, je vybudováno podzemní město známé jako Ember, které má poskytnout útočiště velkému množství lidí. Kromě toho je malá kovová schránka, určená pro budoucí generaci, načasována tak, aby se otevřela po 200 letech. Tato schránka je svěřena starostovi města a každý starosta ji předává svému nástupci. Když sedmý starosta zemře, nástupnictví se přeruší a časem se na význam schránky zapomene. Ta se ve stanovený čas otevře sama, zůstává bez povšimnutí. O několik desítek let později začne ve městě selhávat generátor. Navíc je nedostatek jídla, léků a dalších potřebných věcí.
Při slavnostním ceremoniálu pro všechny absolventy školy stojí starosta Cole před studenty a losuje jejich dospělá povolání. Doon Harrow, syn vynálezce a opraváře Lorise Harrowa, je označen za posla, zatímco jeho spolužačka Lina Mayfleetová za potrubářku. Krátce nato si oba tajně vymění přidělení a Doon se vyučí u staršího technika Sula. Lina doma nachází otevřenou skříňku a požádá Doona o pomoc při luštění jejího obsahu. Postupně se dozvídají, že obsahuje soubor instrukcí a pokynů k útěku z města v dýmkách.
Poté, co se vyhnou obřímu krtkovi, zjistí, že starosta Cole shromažďuje v tajném trezoru potraviny v konzervách pro svůj vlastní prospěch, zatímco lidé hladoví. Když se to Lina pokusí nahlásit, starosta ji zajme a pokusí se schránku ukrást. Ona během výpadku proudu uteče. Lina a Doon utíkají před starostovou policií v doprovodu Lininy mladší sestry Poppy a Sula a uprchnou z města podzemní řekou. Když následky jejich činů vyvolají ve městě paniku, starosta se zavře do svého trezoru. Vzápětí ho sežere obří krtek.
Doon, Lina a Poppy se nakonec dostanou na povrch, kde se poprvé v životě stanou svědky východu slunce. Zjistí, kde se nachází město v díře. Ta je příliš daleko na to, aby mohli někoho zavolat. Než ji tedy začnou prozkoumávat, hodí dopis s informacemi, jak se dostat ven, přivázaný ke kameni do díry, kde ho později najde Loris.

## Obsazení
- Saoirse Ronan jako Lina Mayfleet
- Harry Treadaway jako Doon Harrow
- Bill Murray jako starosta Cole
- Tim Robbins jako Loris "Barrow" Harrow
- Martin Landau jako Sul
- Toby Jones jako Barton Snode
- Marianne Jean-Baptiste jako Clary Lane
- Liz Smith jako babička Mayfleet
- Amy Quinn a Catherine Quinn jako Poppy Mayfleet
- Mary Kay Place jako paní Murdová
- Mackenzie Crook jako Looper
- Lucinda Dryzek jako Lizzie Bisco
- Matt Jessup jako Joss
- Simon Kunz jako kapitán Fleury
- Ian McElhinney jako stavitel

## Produkce
V říjnu 2004 koupili Tom Hanks a Gary Goetzman filmová práva na román Jeanne DuPrauové Město Ember z roku 2003. Začali jednat s Caroline Thompsonovou o adaptaci románu a Gilem Kenanem o režii filmu. Součástí dohody byla i opce na pokračování románu Vesnice Sparks. Natáčení mělo začít na začátku léta 2007 a skončit v říjnu téhož roku, tedy 16 týdnů. V postapokalyptické město byla přestavěna bývalá lakovna v loděnici Harland and Wolff v belfastské Titanic Quarter. Rozpočet činil 55 milionů dolarů.

## Vydání
Na premiéře filmu v kině AMC hvězdy filmu hovořily o tom, že mají pocit, že film tematicky odpovídá době.[zdroj⁠?!] Film měl premiéru 10. října 2008.

### Ohlasy a tržby
Film získal smíšené hodnocení kritiků.[zdroj⁠?!] Utržil pouze 17,9 milionu dolarů.